# Route nationale 388
Pour les articles homonymes, voir Route 388.
La route nationale 388 ou RN 388 était une route nationale française reliant Charleville-Mézières à Fumay. À la suite de la réforme de 1972, elle a été déclassée en RD 989, RD 88 et RD 988.

## Ancien tracé de Charleville-Mézières à Fumay (D 989, D 88, D 988)
- Charleville-Mézières D 989
- Sécheval D 88
- Les Mazures D 988
- Revin
- Fumay